# Paule Panke (live 1982)
Paule Panke ist das erste, mit Elementen einer Theateraufführung in Szene gesetzte Rockspektakel der Band Pankow und erzählt einen Tag aus dem Leben eines Lehrlings.

## Entstehungsgeschichte
Herzberg brachte 1981 Musikstil und Konzeption von der Gaukler Rock Band mit zu Pankow. Das für die Gaukler geplante Stück Hans Currywurst mit Texten von Frauke Klauke, dem Bruder Herzbergs, wurde in modifizierter Form von Pankow 1981 unter dem Titel Paule Panke in Szene gesetzt.
Im Folgejahr kam es zu ersten Produktionen im Studio sowie zu einem Live-Mitschnitt des Rundfunks der DDR von einem Konzert im Haus der jungen Talente in Berlin, dessen Veröffentlichung im Jahr seiner Entstehung an den als wenig systemkonform empfundenen Texten scheiterte und der erst kurz vor Ende der DDR 1989 beim staatlichen Label Amiga erscheinen konnte.

## Musikstil und Rezeption
1983 beschrieb der West-Berliner Olaf Leitner in seinem Standardwerk über die Rockszene in der DDR die Begeisterung, mit der der Held des Rockspektakels Paule Panke als neue Kultfigur angenommen wurde und Pankow damit „endlich das DDR-typische Liedhafte eliminiert zugunsten einer rauhen, vital-treibenden Rhythmik“.
Bereits zu früheren Zeiten hatte es in der DDR Theateraufführungen gegeben, die von populärer Musik aus dem Bereich der Jazz- und der Rockmusik begleitet wurden, so unter anderem 1972 im Deutschen Theater mit der Band SOK, die das Plenzdorf-Stück Die neuen Leiden des jungen W. mit Kompositionen von Ulrich Gumpert musikalisch begleitete oder aber die 1979 nach einem Libretto von Waldtraut Lewin aufgeführte Rockoper Rosa Laub.
Bei Paule Panke waren Handlung und Musik nahezu gleichberechtigt. Die optische Darstellung der Handlung beschränkte sich im Wesentlichen auf den Frontmann der Band André Herzberg, der ähnlich wie Peter Gabriel in den frühen Jahren von Genesis die vorgetragenen Texte mit theatralischen Elementen visuell verstärkte. Paule Panke war das erste Rockspektakel der DDR, dessen Aufführung nicht auf Theaterbühnen und damit auf ein relativ kleines Publikum beschränkt war. So wurde Paule Panke in den Kulturhäusern und auf den Freilichtbühnen der DDR etwa 200 Mal vor rund 50.000, in anderen Quellen auch vor ca. 100.000 Jugendlichen live im Konzert gespielt.
Intention des Autors Frauke Klauke war es, Jugendliche in ihrer Sprache und mit ihren Problemen zu erreichen und am Beispiel von Paule Panke zu zeigen, dass eine aktive Beteiligung an der Lösung vorhandener gesellschaftlicher Fragen und Probleme erstrebenswert, dieses jedoch ohne das Aushalten, Artikulieren und Austragen von Konflikten nicht zu erreichen ist.
Musikalisch verarbeitet Pankow unterschiedliche Elemente: New Wave, Walzer bis hin zum als Kanon vorgetragenen Pause oder dem liedhaften Nach der Disco. Stil und Vortrag der Musik sind dem Inhalt der Stücke angepasst.
Einen dramaturgischen Höhepunkt findet Paule Panke in dem Titel Nach der Arbeit, als Herzberg nach furiosem Gitarrensolo von Ehle aus dem vorgestellten Fensterrahmen, der mit seinen Grenzen für Bevormundung, Passivität und Hilflosigkeit stehen könnte, für einen Moment ausbricht und herausschreit:

„Ach, wenn ich wüsst, wohin es geht,

mein Trip nach Irgendwo.

Wann endlich wird das Glück mir stet,

ja danach sehne ich mich so.“

Ein von Heiner Carow geplantes Projekt zur Verfilmung des Paule-Panke-Stoffs im Stil einer Rockoper wurde nach Vorlage des Treatments von der Abteilung HV Film beim Ministerium für Kultur gestoppt.
Unter der Regie von Lew Hohmann wurde 1983 der Dokumentarfilm Paule in Concert gedreht, in dem der Alltag von Jugendlichen in der DDR von Songs aus Paule Panke begleitet wird.
1987 kam es zur erfolgreichen Uraufführung von Wer ist Paule Panke als Rockmusical im Theater der Stadt Schwedt. Dabei traten die Musiker von Pankow auch als Schauspieler auf: André Herzberg als Paule Panke, Rainer Kirchmann als Operettenbuffo, Jürgen Ehle als Mann mit Mundharmonika, Ingo York und Stefan Dohanetz als Lehrlinge. Nach sieben Vorstellungen wurde die Aufführung aus „politisch-ideologischen Gründen“ gestoppt.
Eine weitere Inszenierung, von Publikum und Kritik begeistert aufgenommen, erlebte Paule Panke 1988 im Rahmen der Theatertage der Jugend im Thomas-Müntzer-Theater in Eisleben. Die musikalische Begleitung erfolgte hier durch die Berliner Amateur-Rockband Switch up.
Auf der 2004 bei Amiga erschienenen DVD Die wundersame Geschichte von Pankow ist ein 47-minütiger Mitschnitt von Paule Panke live 1982 enthalten.

## Titelliste

### A-Seite
1. Rede – 0:43
2. Ouvertüre – 2:30
(K:Pankow/T:Wolfgang Herzberg)
3. Ich komm nicht hoch – 3:17
(K:Joachim Kielpinski/T:Wolfgang Herzberg)
4. Frühstückswalzer – 0:30
(K:Pankow/T:Wolfgang Herzberg)
5. Tempo – 3:50
(K:Pankow/T:Wolfgang Herzberg)
6. Omnibuslied – 2:52
(K:Hille/T:Wolfgang Herzberg)
7. Werkstattsong – 5:23
(K:Ehle/T:Wolfgang Herzberg)
8. Pause – 3:25
(K:Ehle/T:Wolfgang Herzberg)
9. Sitzung – 3:58
(K:Pankow/T:Wolfgang Herzberg/Ehle/Wolfgang Schubert)

### B-Seite
1. Nach der Arbeit – 5:40
(K:Ehle/T:Wolfgang Herzberg)
2. Freitag – 5:40
(K:Ehle/T:Wolfgang Herzberg)
3. Discosong – 4:10
(K:Pankow/T:Wolfgang Herzberg)
4. Nach der Disco – 3:30
(K:Pankow/T:Wolfgang Herzberg)
5. Komm aus’m Arsch – 5:32
(K:Pankow/T:Wolfgang Herzberg)